# 요시토미촌 (교토부)
요시토미촌(일본어: 吉富村)은 일본 교토부 후나이군에 설치되었던 촌이다. 현재의 난탄시에 해당한다.

## 역사
- 1889년 4월 1일 - 정촌제 시행에 의해 11촌의 구역을 가지고 성립하였다.
- 1951년 4월 1일 - 야기정에 편입, 동일 요시토미촌은 폐지되었다.

## 교통

### 철도
- 일본국유철도
  - 산인 본선

### 도로
- 산인 가도 (현 국도 제18호선)

구촌 지역에 교토종관자동차도 야기히가시 나들목・난탄 휴계소・야기니시 나들목이 소재하지만, 당시엔 미개통

## 참고문헌
- 角川日本地名大辞典 26 京都府